# Neomerinthe bauchotae
Neomerinthe bauchotae är en fiskart som beskrevs av Poss och Duhamel, 1991. Neomerinthe bauchotae ingår i släktet Neomerinthe och familjen Scorpaenidae. Inga underarter finns listade i Catalogue of Life.